# Billaea robusta
Billaea robusta är en tvåvingeart som beskrevs av Malloch 1935. Billaea robusta ingår i släktet Billaea och familjen parasitflugor. Inga underarter finns listade i Catalogue of Life.